# T-система
T-система - американська версія стандарту на плезиохронну цифрову ієрархію ліній зв'язку з часовим розділенням каналів. Лінія Т1 складається з 24 каналів з можливостями передачі до 64 кбіт/с по кожному каналу (Digital Signal 0, DS0). Тоді перший рівень ієрархії Т1 відповідає 1544 Мбіт/с, другий рівень (Т2) - 6312 Мбіт/с, третій - 44736 і четвертий (Т4) - 274176 Мбіт/с.
Стандарт T1 часто використовується для надання телефонних ліній в офісну або корпоративну АТС блоками по 24 лінії.

В США лінії ISDN з інтерфейсом первинної швидкості PRI  використовують для передачі даних канали T1.

## Історія
Кожен дискрет, утворений в каналоутворюючому блоці типу D1, кодувався сімома розрядами: один розряд полярності і шість - компресованої амплітуди. На додаток до цього в кожному каналі додавався один символ сигналізації, що утворював восьмирозрядну кодову комбінацію в кожному канальному інтервалі. Оскільки частота дискретизації становить 8 кГц, виходить 64 кбіт/с на канал.
Каналом називається кожен голосовий таймслот в TDM-фреймі.
Навіть незважаючи на те, що каналоутворюючі блоки типу D1 поступаються новим каналоутворюючим блокам, які використовують інший формат кодування, швидкість передачі 64 кбіт/с на канал залишається стандартом.
У європейських системах TDM-фрейм складається з 30-и цифрових голосових каналів, в Американському стандарті їх 22.
Кожен 64кбіт/с канал (також відомий, як DS0) може передавати цифрові дані або голосовий трафік, а два або кілька каналів можуть бути об'єднані в один канал для передачі даних з більш високими швидкостями.

## Апаратне забезпечення
На фізичному рівні лінії Т1 можуть бути різних типів:
- з'єднання Т1 по коаксіальному або волоконно-оптичному кабелю,
- інфрачервоні, мікрохвильові, супутникові з'єднання.

Найчастіше це місцеві абонентські лінії на мідному кабелі з поліпшеними характеристиками.
Для удосконалення місцевої абонентської лінії телефонні компанії розмістили через відповідні інтервали пристрої регенерації цифрового сигналу. Таким чином, інсталяція лінії Т1 зазвичай не вимагає прокладки або модернізації кабелю - для цього необхідна лише додаткова апаратура.